# Henry Simmons
Henry Simmons (* 1. července 1970 Stamford) je americký herec. Mezi jeho významné role patří Baldwin Jones ve filmu NYPD Blue (2000–2005) a Alphonso "Mack" MacKenzie v seriálu Agenti S.H.I.E.L.D. (2014–2020).

## Mládí a vzdělání
Simmons se narodil ve Stamfordu v Connecticutu. Je synem učitelky Aurelie a daňového úředníka IRS (americký daňový úřad) Henryho Simmonse st. Je jedním ze tří dětí, má dvojče a sestru.
Henry Simmons získal basketbalové stipendium na Franklin Pierce University, kde získal obchodní titul. Během studia na univerzitě Franklin Pierce zkoušel hrát v divadle. Po absolvování vysoké školy krátce pracoval ve společnosti Fortune 500 ve Stamfordu. Nešťastný ze své práce se Simmons přestěhoval do New Yorku a začal studovat herectví a po několika rolích získal opakující se roli v telenovele Another World.

## Kariéra
Henry Simmons hrál detektiva Baldwina Jonese v seriálu od ABC NYPD Blue šest sérií. Dostal hlavní roli v právním dramatu CBS Shark, hlavní roli ve filmu Táta Šampion a v komediálním seriálu ABC-TV Man Up! Jeho filmová tvorba zahrnuje akční / komediální film z roku 2004 Taxi, From the Rough a film No Good Dead. Simmons získal Cenu poroty pro nejlepšího herce na americkém filmovém festivalu v černých filmech za ztvárnění Dr. Waltera Chamberse ve filmu South of Pico z roku 2007. Od roku 2014 do roku 2020 hrál Simmons v seriálu ABC Agenti S.H.I.E.L.D., kde hrál ředitele S.H.I.E.L.D.u Alphonsa "Macka" MacKenzieho. Poté, co byl vedlejší postavou ve druhé sérii, povýšil na hlavní postavu pro 3 až 7 (poslední) sérii.

## Filmografie

### Film
| Rok  | Název                  | Role                 | Poznámky |
| ---- | ---------------------- | -------------------- | -------- |
| 1994 | Above the Rim          | Starnes              |          |
| 1999 | On the Q.T.            | Peter                |          |
| 1999 | Let It Snow            | Mitch Jennings       |          |
| 2002 | A Gentleman's Game     | Walter Kane          |          |
| 2004 | Taxi                   | Jesse                |          |
| 2005 | Are We There Yet?      | Carl                 |          |
| 2006 | Something New          | Kyle                 |          |
| 2006 | Madea's Family Reunion | Issac                |          |
| 2006 | The Insurgents         | Marcus               |          |
| 2007 | South of Pico          | Dr. Walter Chambers  |          |
| 2009 | Táta šampion           | Mike Lane            |          |
| 2011 | From the Rough         | Kendrick Paulsen Jr. |          |
| 2012 | Superman vs. The Elite | Prof. Efrain Baxter  |          |
| 2014 | No Good Deed           | Jeffery Granger      |          |

### Televize
| Rok       | Název                                     | Role                      | Poznámky                                  |
| --------- | ----------------------------------------- | ------------------------- | ----------------------------------------- |
| 1994      | Saturday Night Live                       | Johnny                    | díl: "Martin Lawrence/Crash Test Dummies" |
| 1994      | The Cosby Mysteries                       | Kevin Lewis               | díl: "Expert Witness"                     |
| 1994–1995 | New York Undercover                       | Jackson                   | 2 díly                                    |
| 1997–1999 | Another World                             | Tyrone Montgomery         | 8 dílů                                    |
| 2000–2005 | NYPD Blue                                 | Baldwin Jones             | 123 dílů                                  |
| 2004      | Spartacus                                 | Draba                     | televizní film                            |
| 2005      | Lackawanna Blues                          | Jesse                     | televizní film                            |
| 2006      | Pepper Dennis                             | Curtis Wilson             | 2 díly                                    |
| 2006–2008 | Shark                                     | Issac Wright              | 32 dílů                                   |
| 2009      | The Cleaner                               | Bobby Carmichael          | díl: "Standing Eight"                     |
| 2009      | Georgia O'Keeffe                          | Jean Toomer               | televizní film                            |
| 2009      | Kriminálka Miami                          | Andrew Ballard            | díl: "Point of Impact"                    |
| 2009      | Raising the Bar                           | Officer Howard            | díl: "Oh, Say Can You Pee"                |
| 2011      | Man Up                                    | Grant                     | 13 dílů                                   |
| 2011      | Let's Stay Together                       | Mike                      | díl: "Daddy's Home"                       |
| 2012      | Common Law                                | Morgan Watkins            | díl: "The Ex-Factor"                      |
| 2013      | Sběratelé kostí                           | Tom Molnor                | díl: "The Corpse on the Canopy"           |
| 2013      | Second Generation Wayans                  | Baron 'The Truth' Fouse   | 2 díly                                    |
| 2013–2014 | Ravenswood                                | Simon Beaumont            | 8 dílů                                    |
| 2014–2020 | Agenti S.H.I.E.L.D.                       | Alphonso "Mack" MacKenzie | hlavní role od 3. série; 114 dílů         |
| 2014      | Transparent                               | Derek                     | díl: "Pilot"                              |
| 2014      | Zákon a pořádek: Útvar pro zvláštní oběti | Shakir Wilkins            | díl: "American Disgrace"                  |